# Filature Clarenson
La filature Clarenson est une manufacture textile désaffectée située dans la commune d'Elbeuf, en France.

## Localisation
L'édifice est situé à Elbeuf, commune du département français de la Seine-Maritime, 2 rue des Echelettes.

## Historique
L'édifice est daté du XVIIIe siècle et est agrandi au début du XIXe siècle. Une chaudière, une cheminée et une machine à vapeur sont ajoutés vers 1840. L'usine est dirigée par Georges Petou.
L'usine ferme ses portes en 1961.
L'édifice est inscrit au titre des monuments historiques le 13 janvier 1994.

## Description
L'édifice est construit en briques et pan de bois.